# Dự án vũ khí hạt nhân của Liên Xô
Dự án chế tạo bom hạt nhân của Liên Xô (Russian: Советский проект атомной бомбы, Sovetskiy proyekt atomnoy bomby) là một chương trình nghiên cứu và phát triển vũ khí bí mật của Liên Xô, do Joseph Stalin khởi xướng để phát triển vũ khí hạt nhân trong chiến tranh thế giới 2.
Việc thảo luận về khả năng chế tạo bom hạt nhân đã được các nhà khoa học Liên Xô tiến hành trong suốt những năm 1930s, đi tới việc đề xuất phát triển vũ khí hạt nhân vào năm 1940, tuy nhiên, phải đến khi chiến tranh thế giới 2 diễn ra thì chương trình nghiên cứu mới được tiến hành toàn diện.
Do các nhà khoa học người Đức, Mỹ và Anh đều không đưa ra các công trình nghiên cứu khoa học về chủ đề này, nên nhà vật lý Liên Xô Georgy Flyorov đã dự đoán rằng khối Đồng minh đang âm thầm phát triển một loại siêu vũ khí từ năm 1939. Flyorov đã viết một bức thư cho Stalin nhằm thúc giục nhà lãnh đạo Liên Xô bắt đầu chương trình nghiên cứu vũ khí tương tự vào năm 1942.:78–79 Những nỗ lực ban đầu đã bị cản trở bởi Chiến dịch Barbarossa, và những hiểu biết của Liên Xô về vũ khí hạt nhân chủ yếu là nhờ mạng lưới tình báo đang làm việc trong chương trình Manhttan.
Sau khi Stalin biết vụ Mỹ thả bom nguyên tử xuống Hiroshima và Nagasaki, tốc độ phát triển vũ khí hạt nhân đã được đẩy nhanh, thông qua các thông tin mà mạng lưới tình báo của Liên Xô thu được về chương trình bom nguyên tử của Đức và dự án Manhattan của Mỹ. Liên Xô cũng nỗ lực trong việc thu nhận các nhà khoa học hạt nhân của Đức để phục vụ cho chương trình hạt nhân của Liên Xô.:242–243
Ngày 29/8/1949, Liên Xô đã bí mật tiến hành thành công vụ thử bom nguyên tử đầu tiên, dựa trên quả bom nguyên tử Fat Man của Mỹ. Vụ thử diễn ra tại Khu vực thử nghiệm Semipalatinsk tại Kazakhstan.

## Những nỗ lực ban đầu của Liên Xô

### Khởi điểm
Ngay từ năm 1910, các nhà khoa học Nga đã tiến hành các nghiên cứu độc lập với các nước khác về các nguyên tố phóng xạ.:44:24–25 Mặc dù trải qua nhiều biến động xã hội và lịch sử của nước Nga như Cách mạng Nga (1917), sau đó là Nội chiến Nga năm 1922, nhưng Viện Hàn lâm Khoa học Nga vẫn có những thành tựu vật lý đáng ghi nhận trong những năm 1930s.:35–36 Trước khi diễn ra Cách mạng Nga (1905), chuyên gia khai khoáng Vladimir Vernadsky đã kêu gọi khảo sát trữ lượng uranium của Nga tuy nhiên không ai chú ý đến ông.:37
Tuy nhiên, cuối cùng thì vào năm 1922, viện nghiên cứu phóng xạ được thành lập tại Petrograd (nay là Saint Petersburg) đã đứng ra tài trợ và hỗ trợ việc nghiên cứu hạt nhân.:44
Từ những năm 1920s đến cuối những năm 1930s, các nhà vật lý Nga trong đó có Georgi Gamov và Pyotr Kapitsa đã thực hiện cùng nghiên cứu các vấn đề về vật lý hạt nhân với các nhà vật lý châu Âu khác trong lĩnh vực vật lý hạt nhân tại phòng thí nghiệm Cavendish của nhà vật lý New Zealand, Ernest Rutherford.:36
Các nghiên cứu vật lý hạt nhân được hướng dẫn bởi Abram Ioffe, giám đốc của Viện vật lý kỹ thuật Leningrad (Leningrad Physical-Technical Institute) (LPTI). Viện này cũng đã tài trợ cho các chương trình nghiên cứu khác nhau tại các trường kỹ thuật khác nhau ở Liên Xô.:36 Sự kiện nhà vật lý người Anh James Chadwick phát hiện ra hạt neutron đã cho thấy hướng phát triển đúng đắn của viện LPTI, với việc xây dựng và vận hành thành công cyclotron có mức năng lượng hơn 1 MeV, cùng với sự kiện chia tách hạt nhân bởi John Cockcroft và Ernest Walton.:36–37 Các nhà vật lý Nga đã bắt đầu thúc giục chính phủ, cổ vũ phát triển khoa học tại Liên Xô, vốn đã ít được quan tâm do những biến động tạo ra trong Cách mạng Nga (1917) và Cách mạng Tháng Hai.:36–37 Các nghiên cứu ban đầu được tập trung cho y học và khám phá radium; nguồn cung cấp uranium ban đầu được cung cấp từ các mỏ dầu tại Ukhta.:37
Năm 1939, nhà hóa học người Đức Otto Hahn phát hiện ra phản ứng phân hạch, tách uranium với neutron tạo ra nguyên tố nhẹ hơn nhiều lần là barium. Điều này cuối cùng dẫn đến việc các nhà khoa học Nga và các đối tác Mỹ của họ nhận ra rằng một phản ứng như vậy có thể có ý nghĩa quân sự.:20 Phát hiện này khiến các nhà vật lý Nga phấn khích, và họ bắt đầu tiến hành các cuộc điều tra độc lập về quá trình phân hạch hạt nhân, chủ yếu nhằm mục đích sản xuất điện, vì nhiều người hoài nghi về khả năng sớm tạo ra bom nguyên tử.:25 Những nỗ lực ban đầu được thực hiện bởi Yakov Frenkel (một nhà vật lý chuyên về vật lý vật chất ngưng tụ), người đã thực hiện các tính toán lý thuyết đầu tiên về cơ học môi trường liên tục liên quan trực tiếp đến động học của năng lượng liên kết trong quá trình phân hạch vào năm 1940.:99

### Chiến tranh thế giới II
Sau một cuộc vận động hành lang mạnh mẽ của các nhà khoa học Nga, chính phủ Liên Xô ban đầu đã thành lập một ủy ban giải quyết "vấn đề uranium" và nghiên cứu tính khả thi của phản ứng dây chuyền và phân tách đồng vị.:33 Ủy ban Vấn đề Uranium đã hoạt động không hiệu quả vì cuộc xâm lược của Đức vào Liên Xô cuối cùng đã gây ảnh hưởng đến việc nghiên cứu, khi Liên Xô phải tiến hành cuộc chiến tranh vệ quốc trong bốn năm tiếp theo.:114–115:200 Chương trình vũ khí nguyên tử của Liên Xô không có ý nghĩa gì, và hầu hết các công trình chưa được phân loại vì các bài báo liên tục được xuất bản dưới dạng công khai trên các tạp chí học thuật.:33
Joseph Stalin khi đó đã hầu như không quan tâm đến thành tựu trong lĩnh vực khoa học hạt nhân mà các nhà khoa học Liên Xô khi đó đã đạt được, và tập trung họ chuyển sang làm việc trong ngành luyện kim và khai thác mỏ hoặc phục vụ trong các ngành kỹ thuật quân sự có tính chất trực tiếp hơn.:xx
Vào năm 1940–42, Georgy Flyorov, một nhà vật lý người Nga đang là sĩ quan trong Lực lượng Không quân Liên Xô, lưu ý rằng bất chấp những tiến bộ trong các lĩnh vực vật lý khác, các nhà khoa học Đức, Anh và Mỹ đã ngừng xuất bản các bài báo về khoa học hạt nhân. Rõ ràng, chương trình hạt nhân của các nước đã chuyển sang hoạt động bí mật.:230 Các nhà vật lý bị thuyên chuyển từ viện nghiên cứu phóng xạ của Abram Ioffe từ Leningrad đến Kazan, cùng với việc nghiên cứu bom uranium bị chuyển sang mức ưu tiên sau radar và chống thủy lôi. Kurchatov bị điều từ Kazan sang Murmansk để nghiên cứu về thủy lôi cho Hải quân Liên Xô.
Vào tháng 4 năm 1942, Flyorov gửi hai bức thư mật cho Stalin, cảnh báo ông về việc các nước đang tiến hành phát triển bom nguyên tử:xxx Bức thư thứ hai, của Flyorov và Konstantin Petrzhak, nhấn mạnh tầm quan trọng của "bom uranium": "điều cần thiết là phải chế tạo một quả bom uranium ngay lập tức.":230
Sau khi đọc các bức thư của Flyorov, Stalin ngay lập tức rút các nhà vật lý khỏi nghĩa vụ quân sự của họ và cho phép tiến hành dự án phát triển bom nguyên tử, dưới sự chỉ đạo của nhà vật lý kỹ thuật Anatoly Alexandrov và nhà vật lý hạt nhân Igor V. Kurchatov.:xx:230 Với mục đích này, Phòng thí nghiệm số 2 (sau là Viện Kurchatov) gần Mátxcơva được thành lập dưới thời Kurchatov.:230 Kurchatov được chọn làm Tổng công trình sư chương trình bom hạt nhân của Liên Xô từ cuối năm 1942.
Cùng thời điểm đó, Flyorov chuyển đến Dubna và sáng lập Phòng thí nghiệm phản ứng hạt nhân (sau này là Viện Liên hiệp nghiên cứu hạt nhân Dubna, tập trung vào các phản ứng nhiệt hạch và tổng hợp các nguyên tố mới.:xx Cuối năm 1942, Ủy ban Quốc phòng Nhà nước đã giao chương trình phát triển hạt nhân cho quân đội Liên Xô, với sự giám sát bởi Lavrentiy Beria.:114–115
Năm 1945, viện nghiên cứu hạt nhân tại thành phố mật Arzamas 16, gần Moskva, được thành lập đứng đầu là Yakov Zel'dovich và Yuli Khariton những người đã thực hiện các tính toán về lý thuyết đốt cháy hạt nhân, cùng với Isaak Pomeranchuk.:117–118 Dù nỗ lực phát triển hạt nhân nhưng theo như các nhà sử học đánh giá, việc chế tạo bom của Liên Xô là bất khả thi.:117–118 Bản thân Igor Kurchatov cũng đã nghi ngờ khả năng chế tạo bom uranium, dù ông đã chế tạo được bom plutonium sau khi NKVD cung cấp cho ông dữ liệu tình báo về chương trình hạt nhân của Anh.:117–118
Tình hình đã thay đổi đáng kể khi Liên Xô chứng kiến Vụ ném bom nguyên tử xuống Hiroshima và Nagasaki năm 1945.:2–5
Ngay sau vụ ném bom nguyên tử, Bộ Chính trị Liên Xô đã nắm thành lập một ủy ban đặc biệt để giám sát việc phát triển vũ khí hạt nhân càng sớm càng tốt.:2–5 Ngày 9 tháng 4 năm 1946, Hội đồng Bộ trưởng thành lập KB – 11 ('Phòng thiết kế-11') (sau là Viện thiết kế vật lý thực nghiệm toàn Nga) nhằm mục đích thiết kế vũ khí hạt nhân đầu tiên của Liên Xô, dựa trên thiết kế tương tự như quả bom Fat man của Mỹ và cho nổ ở cấp độ vũ khí plutonium.:2–5 Từ đó, việc phát triển bom hạt nhân của Liên Xô được diễn ra một cách nhanh chóng, cuối cùng, quả bom hạt nhân đầu tiên của Liên Xô đã được chế tạo thành công ngày 25/10/1946.:2–5

## Gián điệp

### Mạng lưới gián điệp hạt nhân của Liên Xô
Mạng lưới gián điệp hạt nhân và công nghiệp Liên Xô tại Mỹ chủ yếu là những người Mỹ có cảm tình với chủ nghĩa cộng sản, mạng lưới điệp viên này đã giúp Liên Xô đẩy nhanh tốc độ phát triển hạt nhân từ năm 1942 đến năm 1954.:105–106:287–305 Sự hợp tác chia sẻ thông tin mật cho Liên Xô của những người cộng sản Mỹ được tuyển mộ đã tăng lên khi Liên Xô có thể đối mặt với thất bại trước phát xít Đức trong Thế chiến thứ hai.:287–289 Mạng lưới các điệp viên tại Vương quốc Anh cũng đóng một vai trò quan trọng trong chương trình hạt nhân Liên Xô.:105–106
Nhằm mục đích thu thập tin tình báo về chương trình hạt nhân của Mỹ, điệp viên Harry Gold, thuộc mạng lưới điệp viên do Semyon Semyonov chỉ huy, đã sử dụng mối quan hệ và thu thập tin tức tình báo trong ngành công nghiệp hóa chất của Mỹ. Và ông đã thu được thông tin về chương trình hạt nhân bí mật nhờ nhà vật lý người Anh Klaus Fuchs.:289–290 Kiến thức và thông tin kỹ thuật bổ sung do Theodore Hall, nhà vật lý lý thuyết người Mỹ, và Klaus Fuchs giao cho tình báo Liên Xô đã có tác động đáng kể đến hướng phát triển vũ khí hạt nhân của Liên Xô.:105
Kỹ sư hóa chất Leonid Kvasnikov được KGB chỉ định thành lập mạng lưới gián điệp hạt nhân ở thành phố New York. Một điệp viên khác tại New York là Anatoli Yatzkov cũng thu thập các thông tin tình báo tổng hợp từ Sergei Kournakov từ Saville Sax.
Mạng lưới gián điệp của Liên Xô đã bị phát hiện bởi dự án phản gián Venona của Quân đội Hoa Kỳ vào năm 1943.:54

### Tình báo Liên Xô & dự án Manhattan
Vào năm 1945, tình báo Liên Xô đã có được bản thiết kế của quả bom hạt nhân đầu tiên của Mỹ. Alexei Kojevnikov đã ước tính, dựa trên các tài liệu mới được công bố của Liên Xô, rằng nhờ có nó mà Khariton đã có thể tránh các cuộc thử nghiệm nguy hiểm để xác định kích thước của khối lượng tới hạn, những cuộc thử nghiệm này đã khiến 2 nhà vật lý hạt nhân Mỹ thiệt mạng là Harry Daghlian và Louis Slotin.

## Bom nhiệt hạch
Những ý tưởng ban đầu về bom nhiệt hạch là nhờ gián điệp và cả bản thân các nhà vật lý của Liên Xô. Mặc dù hoạt động gián điệp đã giúp ích cho các nghiên cứu của Liên Xô, nhưng các khái niệm bom H thời kỳ đầu của Mỹ có những sai sót đáng kể, vì vậy nó có thể đã làm cản trở, thay vì hỗ trợ, nỗ lực của Liên Xô nhằm đạt được năng lực hạt nhân. Các nhà thiết kế bom nhiệt hạch thời kỳ đầu đã hình dung việc sử dụng bom nguyên tử làm ngòi nổ, nhằm cung cấp đủ nhiệt lượng và áp suất cần thiết để phản ứng nhiệt hạch xảy ra trong lớp chất lỏng deuteri nằm giữa vật liệu phân hạch và chất nổ hóa học xung quanh.
Nhóm nghiên cứu của Andrei Sakharov tại FIAN vào năm 1948 đã đưa ra một khái niệm khác, theo đó, ông thêm một lớp vỏ làm từ uranium tự nhiên không làm giàu xung quanh lớp deuteri, sẽ làm tăng nồng độ của deuteri ở ranh giới uranium-deuterium và tăng công suất nổ của bom hạt nhân, bởi vì uranium tự nhiên sẽ bắt hạt neutron và chính nó phân hạch như một phần của phản ứng nhiệt hạch. Ý tưởng thiết kế bom theo từng lớp phân hạch-hợp hạch-phân hạch nên Sakharov đã gọi thiết kế này là sloika, hay bánh ngọt nhiều lớp. Quả bom đầu tiên của Liên Xô có tên định danh là RDS-6S. Liên Xô có hướng phát triển bom nhiệt hạch khác với người Mỹ. Tại Mỹ, các nhà khoa học bỏ qua thiết kế bom nhiệt hạch một giai đoạn và chuyển sang chế tạo bom nhiệt hạch hai giai đoạn. Thiết kế bom nhiệt hạch RDS-7 tuy tiên tiến hơn nhưng không được phát triển thêm, thay vào đó, Liên Xô lựa chọn bom nhiệt hạch một giai đoạn RDS-6S.
RDS-6S được thử nghiệm ngày 12/8/1953, với tên định danh của phương Tây là "Joe 4". Vụ thử tạo ra công suất nổ 400 kiloton, mạnh hơn khoảng mười lần so với bất kỳ vụ thử nào trước đây của Liên Xô. Vào khoảng thời gian này, Hoa Kỳ cũng đã tiến hành vụ thử nghiệm bom nhiệt hạch đầu tiên của mình Ivy Mike vào ngày 1 tháng 11 năm 1952. Bom hạt nhân Mike lớn hơn khoảng 20 lần so với RDS-6S nên nó không phải là một thiết kế mang tính thực tiễn, không thể mang bằng máy bay ném bom như là RDS-6S.
Sau khi thử nghiệm thành công RDS-6S, Sakharov đã đề xuất việc thiết kế một phiên bản cải tiến mang tên RDS-6SD. Quả bom này được chứng minh là bị lỗi, và nó không được chế tạo cũng như thử nghiệm. Nhóm nghiên cứu của Liên Xô đã nghiên cứu về khái niệm RDS-6T, nhưng nó cũng đã đi vào ngõ cụt.
Năm 1954, Sakharov bắt đầu với ý tưởng thiết kế bom nhiệt hạch hai giai đoạn. Ý tưởng của ông sử dụng cả sóng bức xạ của bom phân hạch, bên cạnh nhiệt độ và áp suất, để tạo ra phản ứng nhiệt hạch, đồng thời song song với khám phá của Ulam và Teller. Không giống như RDS-6S, đặt nhiên liệu nhiệt hạch bên trong khối kích nổ là bom nguyên tử, thiết kế bom nhiệt hạch mới đặt nhiên liệu nhiệt hạch trong một cấu trúc thứ cấp cách bộ kích hoạt bom nguyên tử một khoảng cách nhỏ, nơi nó được nén và đốt cháy bởi Bức xạ tia X từ quả bom nguyên tử. Hội đồng Khoa học-Kỹ thuật viện thiết kế KB-11 đã phê duyệt kế hoạch tiến hành thiết kế vào ngày 24 tháng 12 năm 1954. Các thông số kỹ thuật của loại bom mới được hoàn thành vào ngày 3 tháng 2 năm 1955, và nó được đặt tên là RDS-37.
RDS-37 được thử nghiệm thành công vào ngày 22 tháng 11 năm 1955 với đương lượng nổ 1,6 megaton. Đương lượng nổ lớn hơn gần một trăm lần so với quả bom nguyên tử đầu tiên do Liên Xô thử nghiệm 6 năm trước đó, cho thấy Liên Xô có thể cạnh tranh với Hoa Kỳ về sức mạnh hạt nhân. và thậm chí còn hơn nữa với việc thử bom Tsar bomba.